# Laguna Grande de Peñalara
La Laguna Grande de Peñalara, también conocida como Laguna de Peñalara, es una laguna de origen glaciar situada en el fondo del circo de Peñalara, a 2017 metros de altitud, en la zona central de la sierra de Guadarrama, perteneciente al Sistema Central, en la península ibérica. Se encuentra dentro del parque nacional de la Sierra de Guadarrama, en el término municipal español de Rascafría (Comunidad de Madrid). 

## Descripción

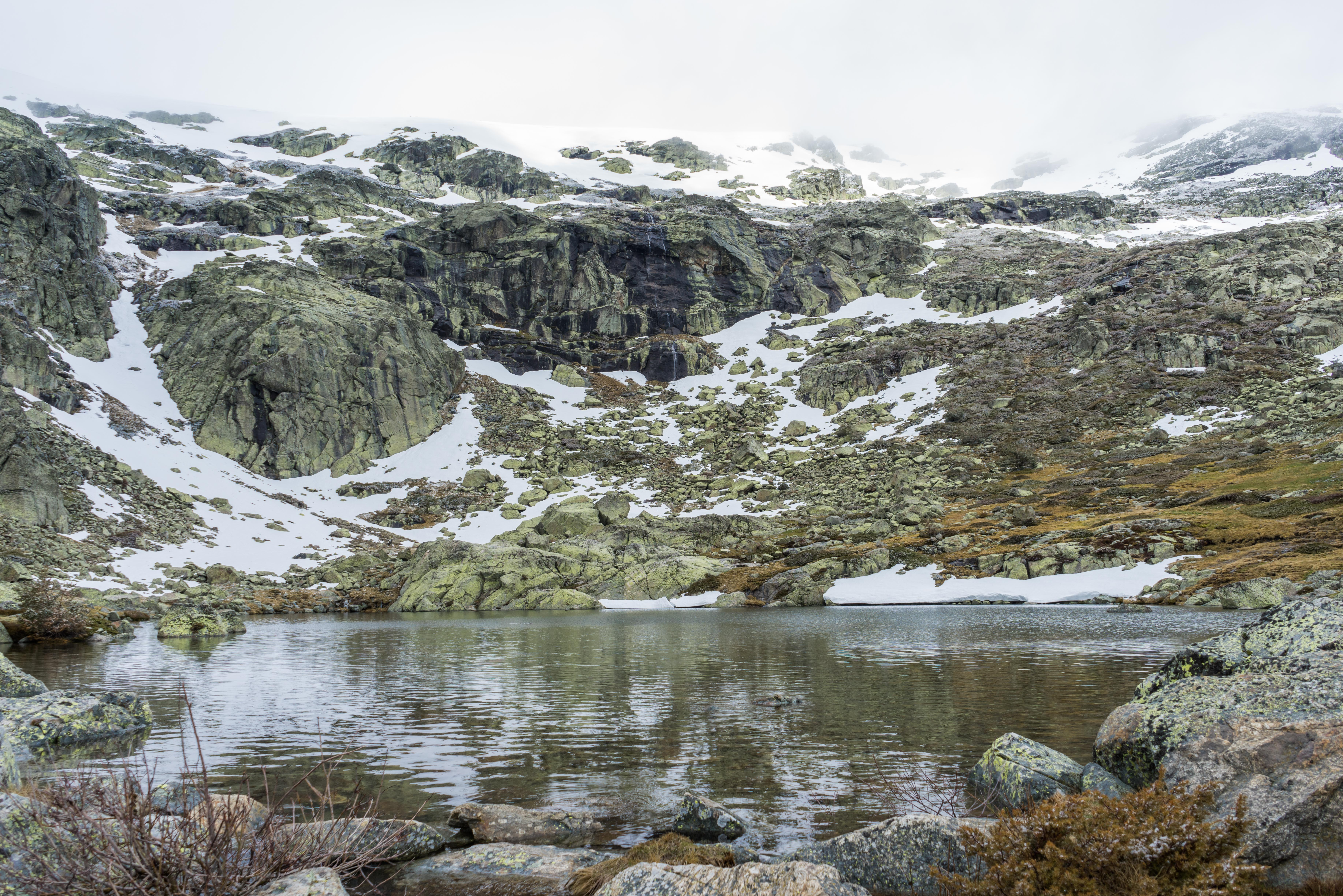
Vista de la laguna

Esta laguna permanente de forma ovoidal tiene una superficie de 5779 m². Su pequeño volumen, 11 563 m³, condiciona que determinados factores ambientales como el viento o las precipitaciones influyan más rápida y drásticamente en las condiciones de la masa de agua que en lagos de mayor tamaño. La superficie de su cuenca hidrográfica es de  465 560 m², tiene un perímetro de 650 m, una longitud máxima de 127 m, una anchura máxima de 73 m y una profundidad media de 2 m. La masa de agua se encontraría a una altitud de 2017 metros sobre el nivel del mar y su profundidad máxima sería de 4,8 metros, en su parte norte. Aparece en la novela Camino de perfección (1902), de Pío Baroja.
Está rodeada de praderas y de zonas rocosas (gneis) que tienen algunos matorrales de alta montaña como son el piorno y el enebro rastrero. Puesto que la laguna se mantiene congelada desde diciembre hasta marzo debido a las temperaturas bajo cero que hay en el lugar, no habitan peces en sus aguas, pero sí anfibios y aves. El entorno de la laguna tiene un grado de protección máximo dentro del parque natural de Peñalara, por lo que los visitantes solo pueden transitar por determinados sitios.

## Acceso

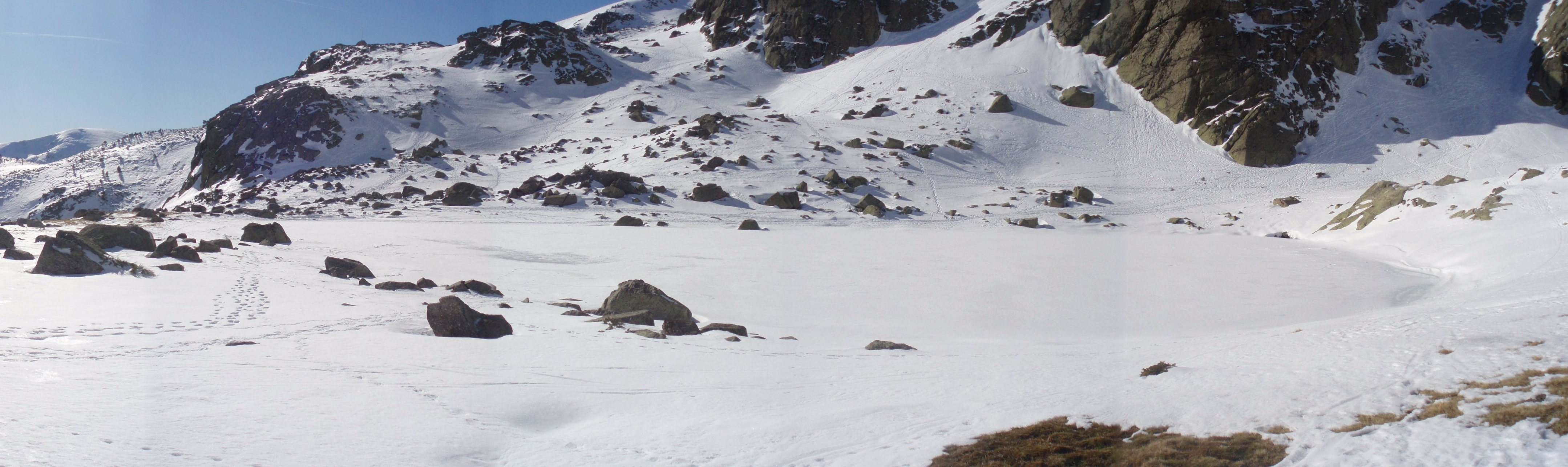
La laguna bajo una capa de hielo y nieve en invierno

A esta laguna se accede por un camino bien señalizado que sale del puerto de Cotos (1830 m) hacia el noreste y que después gira al noroeste para adentrarse en el circo de Peñalara hasta alcanzar la laguna después 3 km de recorrido. Es la laguna permanente más grande del parque nacional de la Sierra de Guadarrama —previamente parque natural de Peñalara, de menor extensión— y la más visitada por los excursionistas.